# 構造土

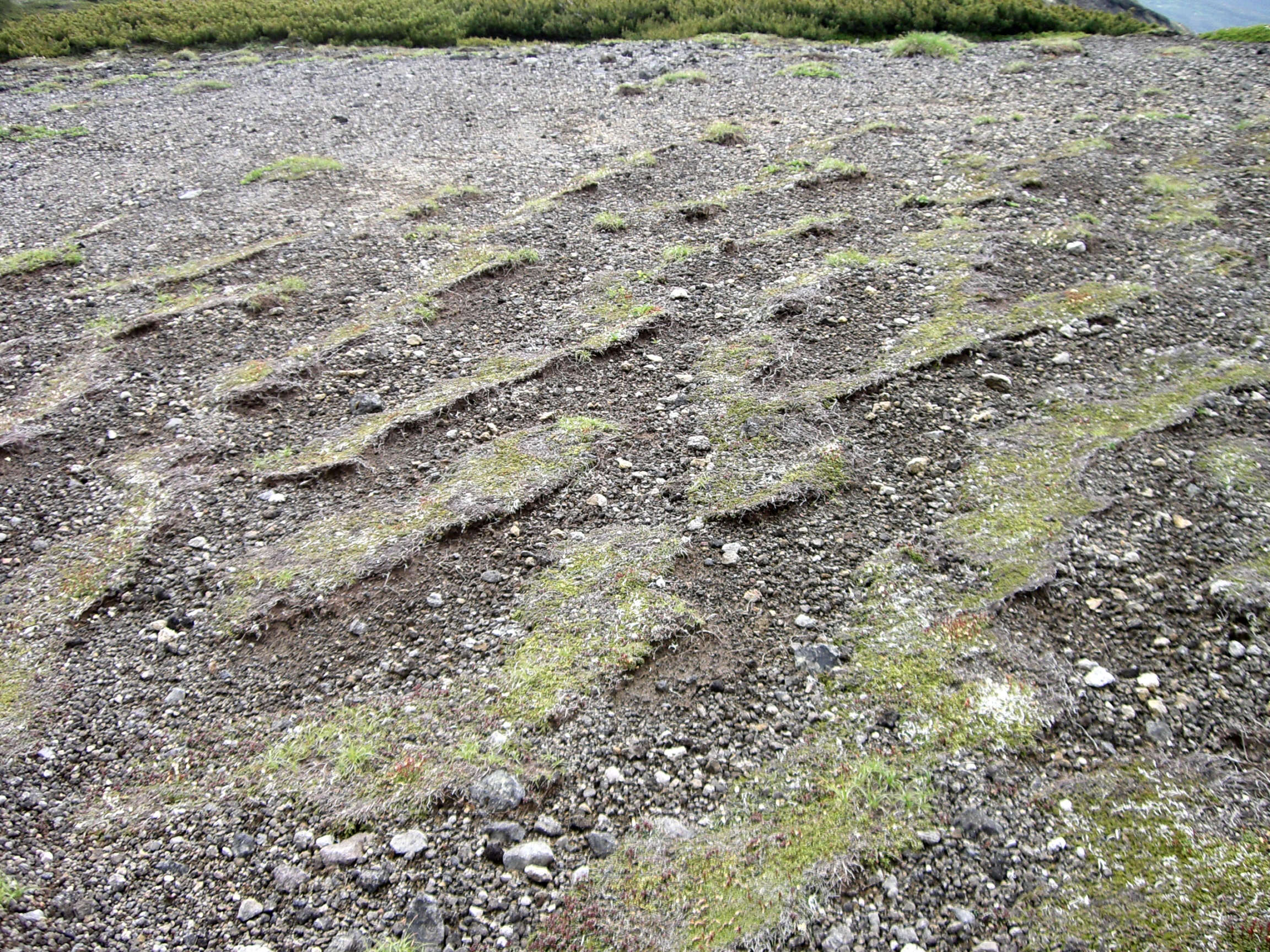
大雪山のお鉢平周辺の斜面で見られるソリフラクション、向かって右が高位側

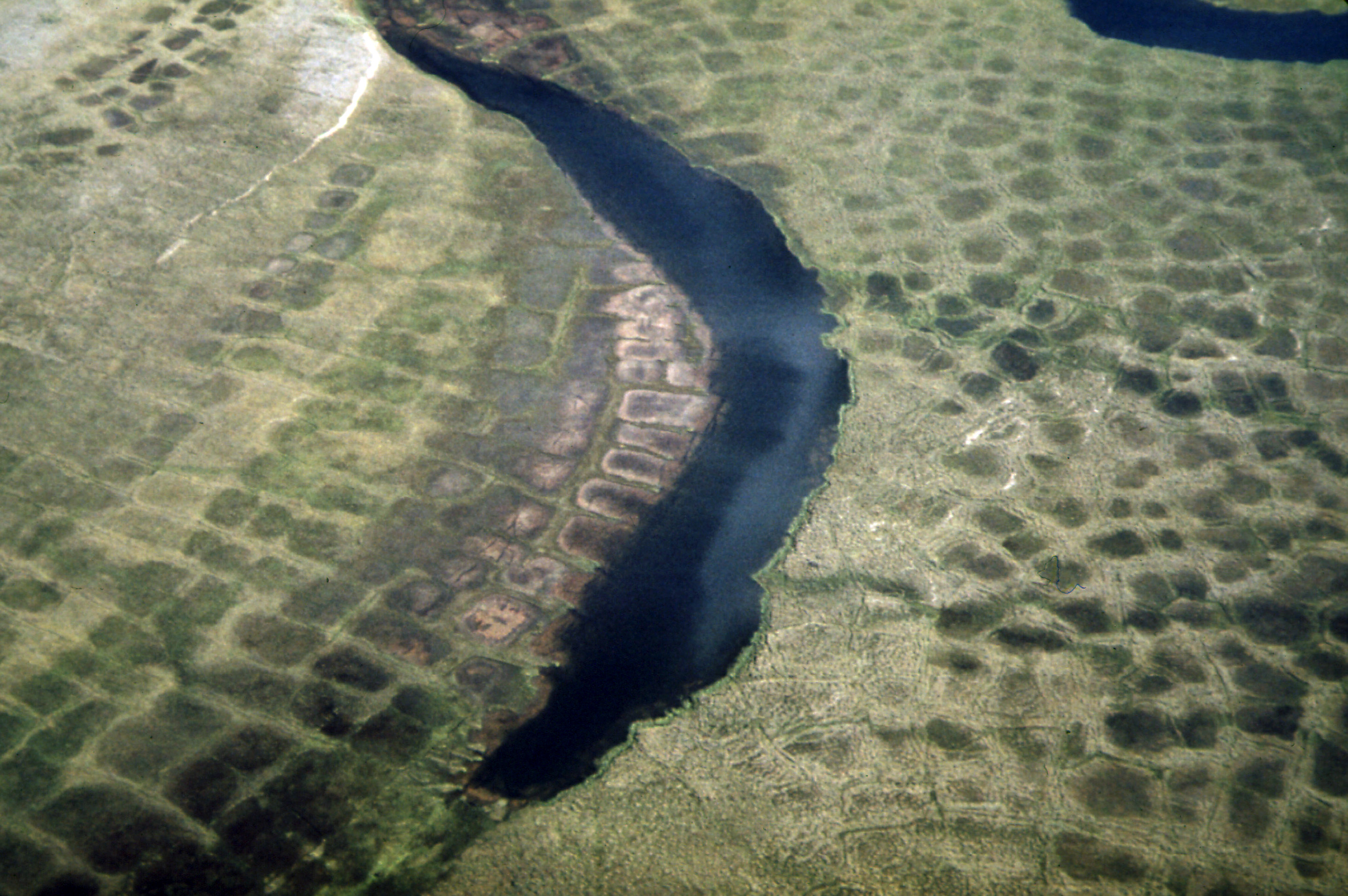
北極ツンドラに多く見られるポリゴン地形

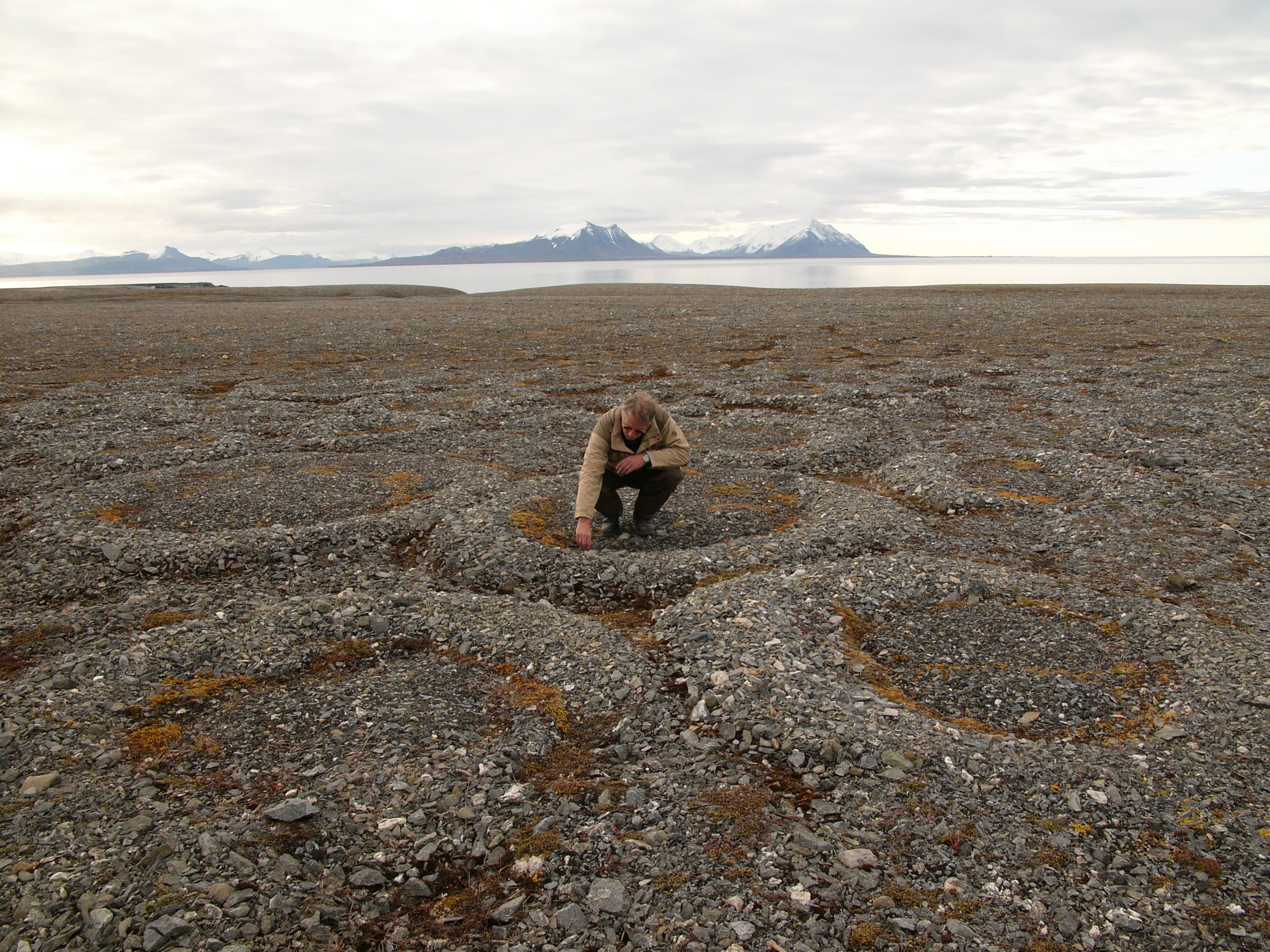
スバールバル諸島における円形土

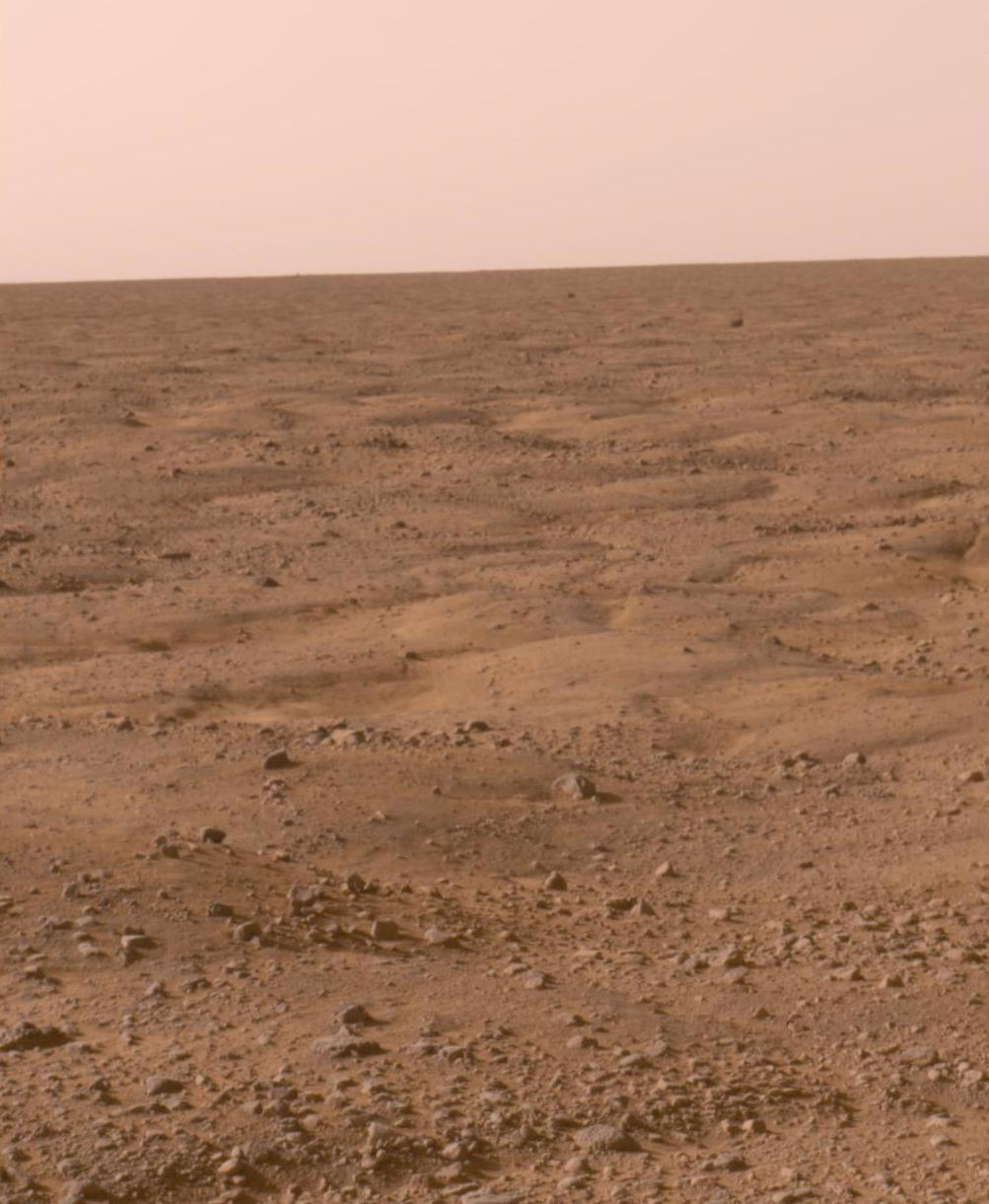
構造土は火星においても観察することができる

構造土（こうぞうど）とは、凍結融解作用によって形成される幾何学的な形をした地表面の模様や微地形である。周氷河地形の一種である。この地形の化石は古環境を推定する重要な手段である。

## 概説
極地方やオーストラリア内陸、高山などで見られるが、土壌が凍結と融解を繰り返す場所であればどこでも見られ、火星においても観察することができる。
構造土の幾何学的な形やパターン模様は、しばしば人工物だと間違えられる。構造土が形成されるメカニズムは科学者達の間でも長い間謎に包まれていたが、この20年
のコンピュータによるシミュレーションの導入により、水分を含む土壌が凍結した際の隆起（凍上）との関連性が確認された。形状と周囲温度は密接な関係がある。
日本では主に高山で観察でき、北海道大雪山の山頂付近の緩斜面で見られるソリフラクションが構造土の一種である。

## 種類
構造土には様々な種類が存在する。通常、その土壌の粒の大きさの比率や凍結と融解のサイクル（凍結融解作用）の間隔がそのパターンの形状と関連している。構成する物質によって下記のような種類に分類される。
- 多角形土（ポリゴン）
- 円形土
- 条線土
- 網状土
- 階状土

## 形成
周氷河地域においては、土中水分が凍結と融解を繰り返すことで粗粒な礫が地表に抜けあがり、その下に粒度の細かい堆積物が潜り込むように移動していく。下層のそういった多孔質で粒度の細かい堆積物は、地表付近の砂礫に比べて水分を多く含み、凍結した際により大きく膨張する。そういった体積変化の差が横方向の力を生み、粗粒な礫を塊状や縞状の領域へと押しやる。長い年月をかけて、不揃いな形が少しずつ均されていき、対称性の高い多角形や円形といった模様を形成していく。
火星に形成された模様と地球の極地における形状との比較を行うことで、火星環境を推定する研究もおこなわれている。